# Izrael Ajzenman
Izrael Ajzenman, Julian Ajzenman, Julek Ajsenman (jid. ישראל אייזנמאן) , ps. „Julek”, „Chytry”, „Lew”, od 1946 Julian Kaniewski (ur. 20 czerwca 1913 (20 maja 1914) w Radomiu, zm. 19 grudnia 1965 w Lublinie) – działacz komunistyczny, oficer GL, AL i UB, odpowiedzialny za zbrodnie wojenne oraz działania rabunkowe.

## Życiorys
Pochodził z biednej rodziny żydowskiej. Był synem Henryka – kowala i Joli – krawcowej. Był analfabetą, a następnie samoukiem (w powojennych życiorysach podawał fałszywy rok urodzenia (1916) i wykształcenie podstawowe). W młodości pracował m.in. jako tragarz. Od 1930 członek KZMP, a od 1932 – KPP. W 1933 został sekretarzem komórki partyjnej w Radomiu i przewodniczącym miejscowego oddziału związku zawodowego transportowców.
Był kilkakrotnie karany sądownie, m.in. w styczniu 1936 za obrabowanie sklepu spożywczego został skazany na 7 miesięcy więzienia i 20 zł grzywny. Po wyjściu na wolność ponownie został zatrzymany – za włamanie do sklepu w nocy na 15 maja 1936 w osadzie Wolanów w powiecie radomskim oraz użycie broni przy próbie zatrzymania skazano go na 2 lata więzienia; podczas odbywania wyroku był karany dyscyplinarnie za pobicie współwięźnia. Ponadto jeszcze dwukrotnie w II RP był karany sądownie za drobniejsze przestępstwa. Mimo to we wszystkich powojennych życiorysach podawał, że odbywane w latach 30. kary zostały wymierzone wyłącznie za działalność komunistyczną.
Podczas działań wojennych we wrześniu 1939 wydostał się z radomskiego więzienia i przystąpił do organizowania w Radomiu komitetu rewolucyjnego („rewkomu”), licząc, że Armia Czerwona wkrótce zajmie miasto. W 1940 został osadzony przez Niemców w radomskim getcie. W 1942 został aresztowany przez policję żydowską i zamknięty w miejscowym areszcie w getcie, skąd uwolnili go byli członkowie KPP. Został wtedy zastępcą dowódcy grupy partyzanckiej GL dowodzonej przez Zygmunta Banasiaka, na którym wkrótce nadzorujący radomską GL Antoni Grabowski wykonał wyrok śmierci za bandytyzm. Jesienią 1942 Ajzenman został wyznaczony na dowódcę oddziału GL „Lwy”. Jak podaje Martin Gilbert, grupa była denuncjowana Niemcom przez polskich antysemitów. Nie mogła też liczyć na pomoc chłopów ze względu na udział w niej Żydów. Wiele jednak wskazuję na to, że niechęć lokalnej ludności wynikała z przestępczego charakteru oddziału oraz licznych akcji rabunkowych przeprowadzanych przez grupę.
22 stycznia 1943 oddział ten pod osobistym dowództwem „Julka” dokonał napadu na Drzewicę, podczas którego zamordowano siedem osób – dyrektora miejscowej fabryki noży „Gerlach” Augusta Kobylańskiego, aptekarza Stanisława Makomaskiego i pięciu członków NSZ – Józefa Staszewskiego, Edwarda, Stanisława i Józefa Suskiewiczów oraz Zdzisława Pierścińskiego. Kilkanaście innych osób, które znalazły się na liście do likwidacji, zdołało uciec lub ukryć się. Zdaniem historyków związanych ze środowiskiem kombatanckim GL-AL, zabójstwa te były odpowiedzią na wcześniejszy mord na kilku członkach GL.
Po rozbiciu grupy GL „Lwy” pod Stefanowem przez NSZ 22 lipca 1943 Ajzenman uprawiał bandytyzm na własną rękę, za co otrzymał od dowództwa GL wyrok śmierci, który jednak nie został wykonany. Jesienią 1944 podjął współpracę z sowiecką grupą desantową NKWD „Nitra” jako jej „kierownik polityczny i terenowy”. Owiany był złą sławą, również wśród członków AL, o czym 16 stycznia 1945 poinformował go komendant Obwodu AL Józef Małecki „Sęk”.
„Chytry” przypisywał sobie przeprowadzenie wielu akcji bojowych, w tym stoczenie 44 walk z Niemcami, wykolejenie 19 niemieckich pociągów i uwolnienie 80 więźniów z rąk Niemców.
W 1945 został funkcjonariuszem Powiatowego Urzędu Bezpieczeństwa Publicznego (PUBP) w Końskich, następnie od 18 marca 1945 był w stopniu porucznika komendantem ochrony Wojewódzkiego Urzędu Bezpieczeństwa Publicznego (WUBP) w Poznaniu (na stanowisku etatowym starszego referenta Sekcji II Wydziału I WUBP). W maju 1945 zostało wszczęte przeciw niemu śledztwo w wyniku którego 1 listopada 1945 został dyscyplinarnie zwolniony ze służby („za wykorzystywanie stanowiska służbowego w celach prywatnych, bezprawne aresztowania osób, naruszenia nietykalności cielesnej, kradzieże, podejrzenie popełnienia gwałtu na nieletniej”). Został aresztowany. Podczas pobytu w więzieniu na Mokotowie donosił na współwięźniów Józefowi Różańskiemu. 17 sierpnia 1946 wyrokiem Wojskowego Sądu Rejonowego (WSR) w Warszawie został skazany na 3 lata więzienia w zawieszeniu na 5 lat; sąd uzasadnił tak niski wyrok „szczególnymi zasługami skazanego”. 26 sierpnia 1946 skierował do dyrektorów Departamentów MBP Józefa Czaplickiego i Józefa Różańskiego pismo z prośbą o natychmiastowe zwolnienie, po czym wyszedł na wolność 13 września 1946, a postanowieniem WSR w Warszawie o amnestii z 26 marca 1947 darowano mu karę w całości.
Po wyjściu z więzienia zmienił nazwisko na Julian Kaniewski. Pracował kolejno w Polskim Radiu w Warszawie (do 1948), w Centralnym Zarządzie Przemysłu Mięsnego jako szef ochrony rynku m.st. Warszawy (do 1950), jako naczelnik wydziału ochrony w Głównym Urzędzie Pomiaru Kraju (do 1952), w Polskiej Akademii Nauk jako wartownik (do 1954) oraz w Dyrekcji Okręgowej Kolei Państwowej w Lublinie jako komendant okręgowy Służby Ochrony Kolei, od 1960 na stanowisku starszego radcy.
W 1960 za korupcję został wydalony z PZPR, a w 1962 ponownie do niej przyjęty.

## Odznaczenia
- Order Krzyża Grunwaldu III klasy.